# Sopomenka
Sòpoménka (soznáčnica, sinoním ali soznáčica) je beseda, ki ima (skoraj) enak pomen kot kaka druga beseda. Slovar sopomenk je tezaver.
Ločimo popolne in delne sopomenke. Popolne so tiste, ki so zamenljive v katerem koli kontekstu, delne pa tiste, ki v jih v vseh okoliščinah ne moremo medsebojno zamenjati, saj pripadajo drugemu jezikovnemu registru ali so različno stilno zaznamovane. 
Popolni sopomenki sta npr. besedi sopomenka in sinonim, ki sta povsod zamenljivi.
Delna sinonima pa sta na primer zdravnik in dohtar, kjer je beseda dohtar stilno zaznamovana (nižje pogovorna beseda), beseda zdravnik pa nevtralna, zato ju ne moremo zamenjati v vseh kontekstih.
Relacija med dvema sopomenkama se imenuje sinonimija. 
Primeri drugih sopomenk v slovenščini so:
- advokat in odvetnik
- aerodrom in letališče
- dimenzija in razsežnost
- dubleta in dvojnica
- hiter in uren
- ideja in zamisel
- ptič in ptica
- rakev in krsta
- tlak in pritisk

Sopomenke so lahko samostalniki, glagoli, prislovi ali pridevniki, morata pa biti sopomenki iste besedne vrste.
Nekateri leksikografi trdijo, da ne obstajajo sopomenke, ki imajo natančno enak pomen (v vseh kontekstih ali družbenih nivojih jezika), vendar se večina govorcev zaveda, da imajo nekateri pari sopomenk popolnoma enak pomen za vse stvarne potrebe. 
Tako so nekatere sopomenske besede, kot na primer avto in avtomobil, zamenljivi v vseh primerih rabe. Nasprotno pa sta tlak in pritisk sopomenski par le pri nekaterih primerih rabe (zračni tlak = zračni pritisk, krvni tlak = krvni pritisk), drugod, kot na primer v besedni zvezi družbeni pritisk pa besede pritisk ne moremo zamenjati s tlakom.
Za razločevanje ali navajanje podobnih ali povezanih besed služi tezaver, sopomenke pa lahko najdemo tudi v slovarjih sinonimov in korpusih.